# 纳威·隆巴顿
是英國作家J·K·羅琳的奇幻小說《哈利·波特》系列中的人物。他被描述為跟哈利·波特同屆入讀霍格華茲的學生，是個長着一張圓圓的臉的葛萊分多學生。在整個系列中，奈威經常被描繪成一個相當平庸的學生，並且是個笨手笨腳、雜亂無章的角色，但是他在草藥學方面甚具天賦。然而，他在裡加入鄧不利多的軍隊後，其角色的性格似乎發生了轉變。他所受到的鼓勵讓他對自己的魔法能力充滿信心，並讓他成為一個更有能力的巫師。最終，在哈利、榮恩和妙麗因尋找分靈體而缺席的期間，奈威成為了鄧不利多的軍隊的臨時領袖。奈威於佛地魔倒台中發揮著重要的作用，並最終摧毀了最後的分靈體，讓哈利能夠徹底地擊敗黑魔王。
在哈利波特電影版中，奈威·隆巴頓的角色由馬修·路易斯飾演。

## 角色發展
奈威·隆巴頓是正氣師法蘭克·隆巴頓與愛麗絲·隆巴頓唯一的獨生子，兩人在一次制止食死人的行動中，雙雙被钻心咒折磨至發瘋，導致終生不能恢復，需要長居於聖蒙果醫院接受治療，而奈威一直由其祖母撫養長大。
實際上，奈威·隆巴頓是西碧·崔老妮的第一次預言中，跟哈利·波特有著同樣符合預言的內容的人。
雖然於首四部小說中是個次要角色，然而奈威的角色經常以喜劇性穿插的方式出現於其中。在整個系列中，奈威跟哈利·波特、榮恩·衛斯理、西莫·斐尼干和丁·湯瑪斯同住於一間臥室，成為了哈利最堅定的支持者之一；奈威並跟榮恩、妙麗、金妮和露娜成為了好朋友。正如羅琳所說，《哈利波特》的第五部小說「對奈威來說是一個真正的轉捩點」，因為他在該小說中飾演一個更重要的角色。奈威在最後兩部小說，以及跟佛地魔的戰鬥中發揮著重要的作用，包括以葛萊芬多寶劍摧毀了最後的分靈體—娜吉妮。由於奈威本人從一開始就一直懷疑自己在葛萊芬多學院的位置，並且希望得知自己為何沒有被分派至赫夫帕夫學院，然而葛萊芬多寶劍在奈威最需要的時候出現於其面前，這就足以證明了他是一個真正的葛萊芬多傳人的理由。
奈威·隆巴頓的寵物是一隻名為「吹寶（Trevor）」的蟾蜍，而健忘的奈威經常忘記把牠遺下在某個地方或是讓牠跑走了，但牠到最後還是會被找到。
奈威·隆巴頓給人們留下最深刻的印象是他的忠誠和勇氣，他唯一擅長的學科是草藥學，而是其他學科的成績並不好，當中成績最差的是魔藥學，他成績不好的原因主要是因為他常常忘東忘西；他最害怕的人是賽佛勒斯·石內卜教授，其次就是他的祖母（在路平的課上說過）。
羅琳在一次採訪中透露「我身上有很多奈威—這種永遠不夠好的感覺，我年輕的時候就感受到很多。」出於這個原因，她希望奈威於中做些勇敢的事情。在走向小說的高潮中，奈威於當中「找到真正的道德勇氣，就是站出來對抗他最親密的朋友—站在他這邊的人」。她在那次訪問中還說，這是「......在第一本書中對我來說也是一個非常重要的時刻」。

### 家庭
奈威是純血的法蘭克·隆巴頓與愛麗絲·隆巴頓所生的純血巫師，在跟佛地魔的第一次魔法世界大戰中，二人都是傑出的正氣師，也是鳳凰會的成員。鄧不利多曾經指，二人於1981年曾「三次反抗」佛地魔。然而，由於隆巴頓夫婦被由小巴堤·柯羅奇、貝拉·雷斯壯及其丈夫魯道夫·雷斯壯和他的弟弟巴坦·雷斯壯組成的一群食死人以酷刑咒折磨至精神錯亂的地步，使正氣師們的成功被打斷了。鳳凰會銘記著隆巴頓一家所受的折磨，作為佛地魔追隨者所犯下最駭人所聞的罪行之一。隆巴頓夫婦自此就住在聖蒙果醫院的封閉式病房接受長期治療，奈威也會於假日期間探望父母，然而二人都已經無法辨認其兒子。
奧古斯塔·隆巴頓—奈威的祖母從小把他撫養長大。在該系列早期的時候，人們便確定奈威十分害怕其祖母，因為她是個紀律嚴明和完美主義者，也是個嚴肅的女巫，尤其是對著奈威，有時還會抱怨他缺乏天賦。無論奈威的願望或適合性如何，她似乎還是希望奈威效法他父親作為榜樣。《鳳凰會的密令》中，奈威提到奧古斯塔是鄧不利多忠實的支持者，而奧古斯塔並在本學年的聖誕節假期在聖蒙果醫院首次和哈利一行人碰面，她先是感謝哈利一行人在學校對奈威的照顧，也向哈利他們表示奈威是個善良的人，但缺乏像哈利一樣主動站出來反抗的勇氣、也沒有法蘭克的天賦，隨後她發現奈威從不曾向學校同學告知他父母的情況後大發雷霆，她認為奈威應該要為自己父母英勇反抗佛地魔的事蹟為榮。不過，在奈威參加神秘部門大戰後，奧古斯塔首次明確的表達了對奈威的讚賞，即使奈威在大戰中把法蘭克曾經使用的魔杖折斷了。在《混血王子的背叛》開頭，她陪奈威去買了一根真正屬於奈威的魔杖，而這根魔杖（或者是奈威對自己的自信）使他在後兩集的表現更加活躍。《死神的聖物》是奧古斯塔跟其孫子之間關係的明確轉折點，在該小說的高潮部分，當奈威於霍格華茲的第七年，他所領導的鄧不利多的軍隊得到支持，奧古斯塔最終為他感到無比自豪；據透露當奈威擔任改革後的D.A.領袖時，食死人便把針對的目標轉到奧古斯塔。魔法部的官員約翰·道利什被派往逮捕她但沒有成功，當她於逃跑前顯然反擊，結果最終讓道利什被送進醫院。奧古斯塔後來也於霍格華茲大戰中協助其孫子。當哈利告訴她指奈威正在跟食死人作戰時，她回應指「自然而然」。奧古斯塔是魔法格鬥的高手，在變形學和黑魔法防禦上都有不錯的造詣，然而讓人意外的是，她沒有通過符咒學的普等巫測，她和麥教授似乎是熟人。

## 演出

### 電影
迄今為止，奈威·隆巴頓的角色於《哈利波特系列電影》中都由馬修·路易斯飾演。為了讓奈威的特徵更加突出，路易斯需要戴著黃色和歪歪扭扭的假牙，兩個尺碼過大的鞋子，並且在他的耳後放置了塑料片，讓路易斯對奈威的刻畫被「醜化」了。在第五部電影上映之前，路易斯評論了奈威的角色發展，他認為「令人驚喜的是，奈威這個角色真的擺脫了他的笨拙形象（在一定程度上）。很高興看到他最終成為一個能夠幫助而不是讓事情變得更糟的角色，我很期待第五輯電影，幾乎要扮演一個不同的角色這將會很有趣的事。」當被問及他是否覺得與奈威有關時，路易斯回答指自己跟其角色一樣「笨拙而且非常健忘」，但他沒有「跟奈威一樣的緊張性格」，指扮演一個這樣的人很有趣，儘管在學校裡被挑剔，但仍然會做正確的事。

### 其他作品
雖然奈威·隆巴頓並沒有於《哈利波特－被詛咒的孩子》的舞台上出現，但他被提及為關鍵情節元素的一部分。故事講述時間旅行者阿不思·波特和天蠍·馬份為了挽救西追·迪哥里的性命而阻止他贏得三巫鬥法大賽。然而迪哥里被公開羞辱，讓他走上了成為食死人的道路。當天蠍·馬份回到自己的時代，他得知迪哥里作為食死人的唯一重要行為就是謀殺了被認為無關緊要的奈威。在奈威沒有參與霍格華茲大戰的時間線上，這導致哈利被殺，佛地魔征服了魔法世界，因此阿不思·波特就不再存在。

## 人物性格與特徵
奈威·隆巴頓生於1980年7月30日，是正氣師法蘭克·隆巴頓及愛麗絲·隆巴頓唯一的獨生子，惟二人於奈威年幼的時候經已需要長居於聖蒙果醫院接受治療，使奈威一直由其祖母奧古斯塔·隆巴頓撫養長大。

### 外觀上
小說中對奈威的敘述為圓臉。在中，哈利對奈威與彼得·佩迪魯進行了一些身體上的比較。羅琳在2000年的一次訪談中回憶起跟一位讀者的對話，當中她把奈威描述為「矮小而豐滿的金髮碧眼的人」。

### 性格上
在該系列的首兩輯的大部分時間裡，奈威·隆巴頓被描述為缺乏自信和害羞。
在第三部小說中，奈威的幻形怪被揭露為石內卜教授，這是由於該魔藥學老師對其待遇而心生恐懼。羅琳指，作為一名教師，「你能做的最糟糕、最爛的事情」就是欺負學生。在該系列的大部分時間裡，奈威跟露娜·羅古德在霍格華茲都被孤立起來。儘管路平教授是最早鼓勵奈威的人之一，然而這個角色從第五本輯開始變得更加有自信。在最後一部小說中，當奈威成為了霍格華茲的反抗軍領袖，並受到同伴們的極大欽佩時，這種情況把奈威的個性推向看不見的極限。然而，從第一本書開始，奈威就表現出極大的勇氣，這個特點獲得鄧不利多的承認—勇於對抗自己的朋友，並且被羅琳看重它高於所有其他的美德。她形容奈威沒有「哈利在打魁地奇時所表現出來的那種華麗的男子氣概」。

### 魔法能力與技巧
在該系列的第一輯小說中，奈威被描繪成一個不稱職的巫師，在學校的技能也很差（只有草藥學除外）。該角色本人在第二輯小說中透露，其家人（尤其是他的祖母），甚至擔心童年時期的他是個「爆竹」，因此當奈威收到邀請他入讀霍格華茲的信時，他的家人鬆了一口氣。由於奈威加入了一個致力於練習黑魔法防禦術的學生組織—鄧不利多的軍隊，使他的魔法能力在第五輯裡大大提升。在《混血王子的背叛》中，奈威收到了一根以櫻桃木與獨角獸毛製成的新魔杖，因為他之前的魔杖（實際上是其父親的）於《鳳凰會的密令》中跟食死人戰鬥時被毀掉。新魔杖似乎進一步提高了奈威於校內的表現。

## 相關情節

### 首四輯小說
奈威·隆巴頓在每一輯小說及電影中都有出現，但其出現的次數並不是很多：
在中，奈威首次出現於霍格華茲特快列車的初始旅程之前，當時他被看見由祖母陪同尋找他的寵物蟾蜍—吹寶（Trevor）。奈威後來跟哈利、榮恩和妙麗成為朋友，並參與了三人組首集的一些冒險；奈威曾在飛行課中從飛天掃帚上摔落地面，被胡奇夫人帶到校內的醫院側翼中進行治療；奈威於霍格華茲的第一年作出了一項重大貢獻：當他看到哈利三人即將違反規則並可能對葛萊分多學院造成更大傷害時，他試圖站起來跟朋友們對抗，被妙麗施展全身鎖咒而當場倒地，他也因此贏得阿不思·鄧不利多的讚賞與尊重。對於這一行為，鄧不利多校長於年終晚宴上特別提到他的名字，指出「阻止敵人要有足夠勇氣，但阻止朋友需要更大的勇氣」，並授予他最後的10分，讓葛來分多學院能夠擊敗蟬聯多年的史萊哲林學院，成為學院總冠軍並奪得學院盃。
在中，儘管奈威是一名純血巫師，但由於他「幾乎是個爆竹」—是個魔法技巧很差勁的學生，以致使他仍然很擔心史萊哲林的怪物會攻擊自己。然而，在裡，新任黑魔法防禦術教授雷木思·路平是第一個透過要求奈威對抗並摧毀幻形怪（其內心的恐懼）來協助他發揮其真正力量的人之一，而奈威也成功地做到了。據裡透露，奈威是由他的祖母撫養長大的，因為他的父母被小巴堤·柯羅奇與食死人道夫·雷斯壯、貝拉·雷斯壯和巴坦·雷斯壯以酷刑咒折磨至精神錯亂的程度，以獲取有關佛地魔於倒台後下落的信息。在小巴堤·柯羅奇冒充阿拉特·穆迪的一堂黑魔法防禦術課上，奈威因看見小巴堤·柯羅奇展示酷刑咒對蜘蛛的影響而嚇壞了；其後，奈威邀請妙麗參加耶誕舞會但被拒絕了，結果他於舞會上由金妮·衛斯理代替陪同出席。

### 鳳凰會的密令
奈威在這輯小說及電影中加入到鄧不利多的軍隊，他的魔法能力在哈利於會議期間的指導下顯著地提高，然後專心致志投入到哈利的訓練計劃當中。奈威比過去獲得更多的人物描述，從哈利的朋友們在聖蒙果醫院裡看到奈威父母的情況開始，哈利以及讀者因此能更深入地了解他。
在小說的高潮部分，奈威跟哈利、榮恩、妙麗、金妮和露娜·羅古德一起參與闖入神秘事務司，並跟食死人交鋒的戰鬥，過程中他意外地打破了有關哈利與佛地魔的預言。隨後，當年聽到這個預言的鄧不利多向哈利解釋說，這跟「被選中的人」有關—一個有能力戰勝佛地魔的巫師。而這個「被選中的人」將會是「七月死去時」誕生，因此可以指代為1980年7月30日出生的奈威，或是7月31日出生的哈利。而在佛地魔出於自己的選擇（鄧不利多相信，佛地魔之所以這樣選擇是因為哈利和佛地魔一樣是混血巫師，而奈威巫師血統純正）找上了波特一家並失敗後，神秘部門的官員便認定這個預言指示的對象是哈利而非奈威。不過哈利直到霍格大戰結束前，都沒有向奈威說明這個預言的內容。
根據羅琳的說法，這「並沒有賦予奈威一種隱藏的力量或是神秘的命運......奈威仍然是一個『可能經已存在』的逗引。」

### 混血王子的背叛
奈威於這輯小說及電影裡獲得一根新魔杖，因為其舊魔杖實際上原是其父親的，並於上一輯小說及電影裡跟食死人交鋒中折斷了。在前往霍格華茲的火車上，奈威獲赫瑞司·史拉轟的邀請加入史拉轟俱樂部，但他顯然沒有通過史拉轟的第一次試驗，讓他沒有被再次邀請。據透露，奈威在草藥學方面取得「傑出」的成績，而他在黑魔法防禦術及符咒學中也表現出色，獲得「超乎期待」的成績。
奈威希望鄧不利多的軍隊的會議能夠繼續，因為他認為他們幫助了他自己和其他人提高了魔法技能，然而他們停止了，正如哈利現在所說的那樣沒有必要，因為他們現在有一個「合適的老師」。當一群食死人在跩哥·馬份的帶領下攻擊霍格華茲城堡，奈威納威響應了求救號召，他再次與食死人對戰，儘管他受了輕傷。在鄧不利多的葬禮上，奈威在露娜的陪伴和協助下，哈利對二人產生了一種「強烈的感情」，因為他們是僅有的兩個D.A.成員在食死人的交鋒中，僅有的兩個協助榮恩、妙麗和金妮的成員。

### 死神的聖物
在哈利缺席的情況下，霍格華茲的控制權在中落入石內卜與食死人艾米克·卡羅與艾朵·卡羅手中，奈威於霍格華茲七年級的大部分時間都是作為反對佛地魔接管的反抗軍領袖。跟露娜和金妮一起，奈威重新啟動了鄧不利多的軍隊，並在哈利缺席的情況下暫代著領導崗位的職務，並協助在新政權下受到折磨的學生。奈威透露，卡羅兄妹毆打他，當奈威在學校搗亂時，食死人便就針對其祖母。奈威躲進萬應室，他表現出令人難以置信的領導能力。哈利回到霍格華茲後，奈威向D.A.發送消息，後者反過來又收集了鳳凰會的消息。
在霍格華茲大戰中，哈利兩次發現奈威運用其草藥學知識以協助抵禦襲擊者，後來有人看到奈威正在協助奥利佛·木透搬移柯林·克利維的遺體。當佛地魔帶著哈利顯然是沒有生命跡象的遺體回來時，奈威反抗他，並從分類帽抽出隱藏於其中的葛萊芬多寶劍，並以它來把佛地魔的蛇妖—娜吉妮斬首，從而摧毀了最後的分靈體並使佛地魔再次成為凡人。當戰鬥進入交誼廳時，他協助榮恩擊敗狼人首領焚銳·灰背。霍格華茲大戰勝利後，奈威受到一群仰慕者包圍。

#### 小說後的生活
在《死亡的聖物》的結尾，19年後的金妮提到奈威從霍格華茲畢業後獲新任校長麥教授聘請為該校的草藥學教授。
羅琳在一次訪談中提到，奈威向許多欽佩他的學生展示他的D.A.硬幣，並告訴他們有關自己的冒險經歷。羅琳還透露了有關奈威的更多信息，指他後來跟赫夫帕夫學院的同學—漢娜·艾寶結婚，後者於後來成為了破釜酒吧的女房東。這對夫婦於婚後居於破釜酒吧樓上，羅琳認為人們會覺得那是「特別酷」的事實。

## 迴響及評價
由於奈威·隆巴頓的角色在整個系列中非常令人印象深刻，奈威一般被認為是《哈利波特》系列最偉大的人物之一。《帝國雜誌》把奈威列為「他們最喜歡的哈利波特角色」的第八位；而《IGN》把奈威列為該系列的「該系列的第六位人物」，並指：「奈威·隆巴頓是笨蛋英雄的典型例子」，當我們第一次在霍格華茲見到他時，奈威是個害羞內向的人，根本不擅長魔法。事實上，那些認識奈威的人都暗自過懷疑他是否是個爆竹——那些出生於巫師世家，卻沒有魔法能力的人。他的人格很討喜，但他早期的不幸並沒有明確預示他最終會成為英勇的霍格華茲捍衛者。奈威於前四集小說擔任次要角色，為粉絲們最喜歡的角色，後來他於《鳳凰會的密令》晉升為其中一位主角，最終成為了鄧不利多的軍隊的領袖。哈利波特系列的粉絲欽佩著奈威的勇敢、替父母復仇的渴望，以及他對哈利、榮恩和妙麗的無私協助。
奈威在《鳳凰會的密令》的預言所扮演的角色，使人經常假想倘若「被選中的人」是奈威而非哈利的情況。經常有人認為佛地魔選擇哈利而不是奈威是因為哈利的混血身份。最後，兩人都成為了佛地魔垮台的關鍵，體現了哈利跟奈威實際上都是「被選中的人」的可能性。當哈利以最後一擊摧毀佛地魔時，奈威同時摧毀了最後的分靈體，這讓哈利終結了佛地魔的命運。當被問及奈威是否是「被選中的人」時，飾演奈威的馬修·路易斯表示：「我被問到非常多關於預言的問題，以及奈威作為『被選中的人』的潛力。兩個人之間的對比是，哈利是個不情願下而成為的英雄，他從不想扛起責任等等，只是覺得自已必須這麼做。然而奈威是那種沒有人期望他能成為英雄的那種英雄，正好是在另一面。奈威會是『被選中的人』嗎？他能夠做到哈利所做的事嗎？我想是的，絕對會。但問題是：這個系列裡沒有人能夠單靠自己完成所有的事。就連佛地魔本人也無法靠自己達到他現在的力量。哈利之所以挽救世界，是因為他有朋友和愛他的人。我想，如果是奈威，他也會有類似的經歷。兩個角色都有著極高的忠誠，這也令其他人對他們忠誠。所以我認為奈威的背後會有很多人支持，哈利也會在那裡扮演奈威的角色給予他支持。所以我想，是的，他最終會挺過去的。」